# Amalia Årfelt

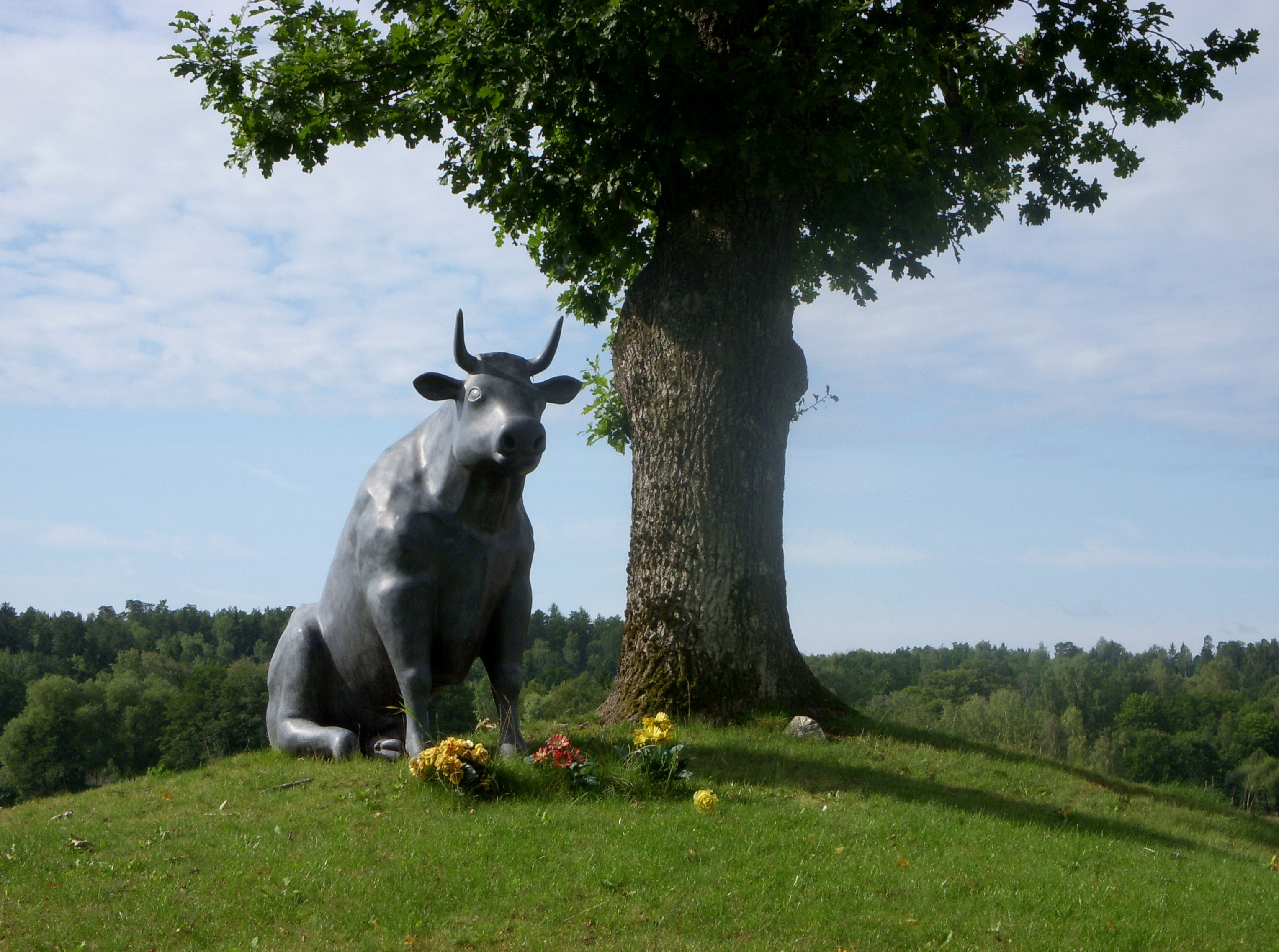
Tjuren Ferdinand på Helgö, Ekerö kommun

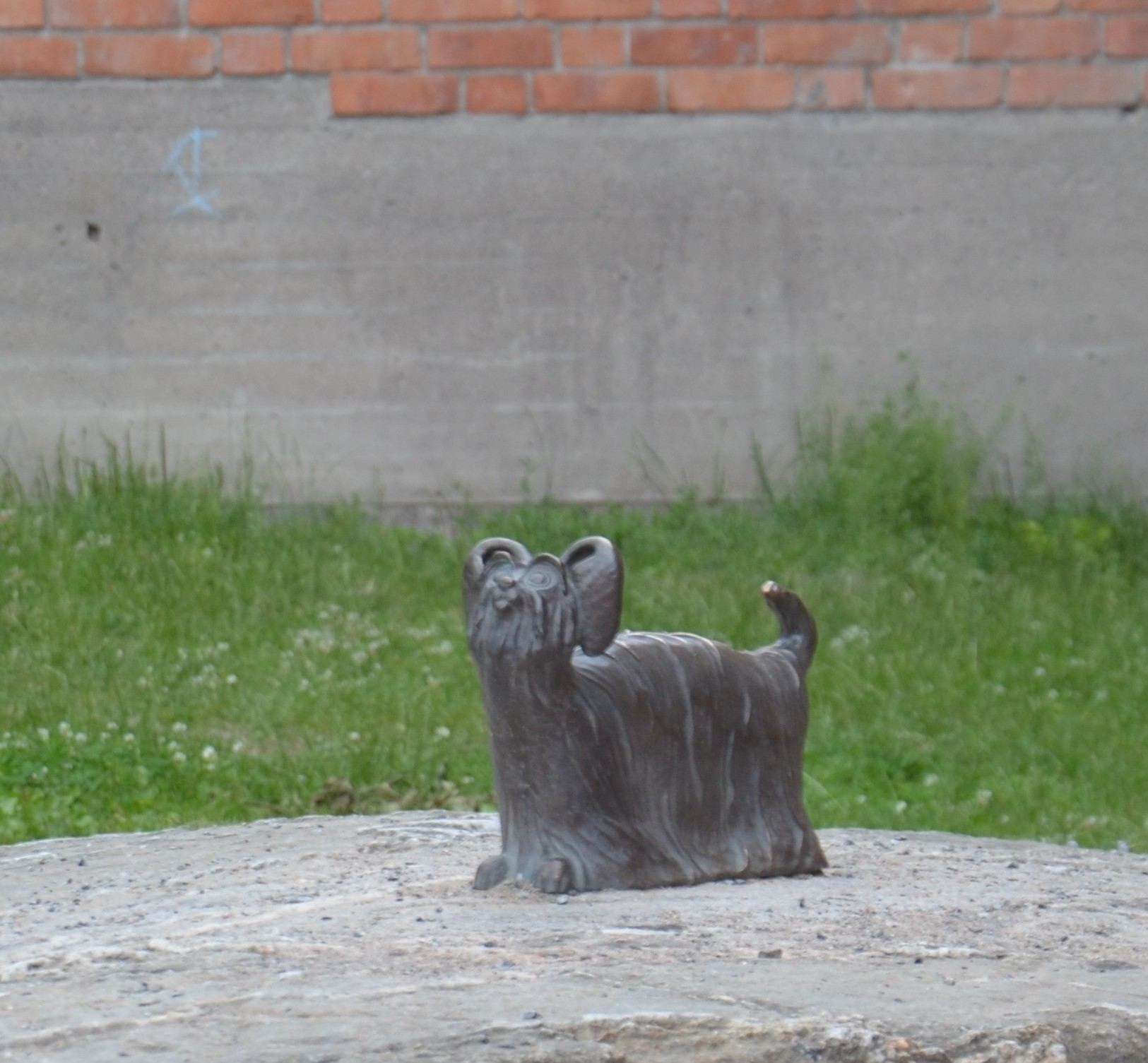
Sally i Hägerstensåsen i Stockholm

Anna Ingrid Amalia Årfelt, född 19 januari 1969 i Stockholm, är en svensk målare, grafiker och skulptör.
Amalia Årfelt är dotter till skulptören Anders Årfelt och keramikern Astrid Årfelt (född 1935). Hon är uppvuxen på Gotland och i Stockholm och utbildade sig på Kungliga Konsthögskolan 1990–95 och 2006–08. Amalia Årfelt har utformat filmprisstatyetten Gullspira.

## Offentliga verk i urval
- Sally, brons, 2008, Hägerstensåsens skola i Stockholm
- Sugga med kultingar i betong, 2006, Skansen i Stockholm[3]
- Sugga, Hund och Trut i betong med glaserad stengogslera, 2002–03, Sickla udde i Stockholm
- Emalj på pelare, Botkyrkahallen i Botkyrka
- Skulpturen Tjuren Ferdinand, under en ek på Helgö